# VIII Triennale di Milano
L'VIII Triennale di Milano riapre le porte, dopo la seconda guerra mondiale, nel 1947. Il tema centrale è quello dell'abitare.

## Storia
Il clima politico ed economico nel quale si instaura l'VIII Triennale non può e non deve essere trascurato; tutti i paesi aderenti alla mostra devono venire incontro alle esigenze che la realtà impone.
Le scelte sono orientate nella dimensione del “ricostruire”, non solo ciò che è stato distrutto ma anche ciò che fino ad allora era stato solo abbozzato o non esisteva affatto.
L'Italia si impegna ad incrementare la produzione in serie a basso costo, col favore dello sviluppo industriale, per adempire alle nuove necessità; anche l'artigianato artistico viene “industrializzato” per quanto possibile, cercando di mantenere l'originalità e l'unicità dei singoli prodotti, ma evitando sprechi di energie e di materie prime, già scarsamente presenti sul mercato.
Si registra così un cambio di tendenza e se fino ad allora le precedenti sette triennali hanno cercato di rispondere alle esigenze delle classi abbienti, ora i temi trattati vengono incontro a chi ha meno possibilità. Il fine ultimo è quello di aiutare l'Italia a rialzarsi, sfruttando tutte le competenze a disposizione, collaborando e lavorando su un piano di ricostruzione nazionale ed internazionale.
L'unico grande filo conduttore è quello dell’“abitare”'.
Per porre in evidenza la cruda realtà dei problemi della casa viene svolta un'indagine guardando all'Italia nella sua interezza, dalla Sicilia a Milano. Il fattore scatenante della problematica trova le sue radici in motivazioni economiche e culturali, di assistenza e di lavoro e non in puri problemi di estetica.

## Introduzione
Al fine di incentrare il tema sull'"Abitazione", l'organizzazione e l'allestimento della IX Triennale sono stati affidati a una Giunta Esecutiva formata dal Commissario Straordinario Architetto Piero Bottoni e un consiglio dei Responsabili di Commissione con Franco Albini, Ludovico Belgioioso, Carla della Rocca, Piero dello Strologo, Ignazio Gardella, Ernesto Rogers, Gino Pollini, Carlo Rusconi Clerici e segretario reggente Giangiacomo Galligo.

## Scalone d'onore del Galmanini
Nel 1947 il designer milanese Gualtiero Galmanini, con cui collaborò negli anni cinquanta Piero Portaluppi per vari allestimenti, è stato il progettista dello scalone d'onore della ottava Triennale di Milano con Luigi Pollastri.
Architetti: Gualtiero Galmanini
|  |

Elemento dominante dello scalone di Galmanini (che si servirà dell'ingegnere Luigi Pollastri e del pittore Leonardo Spreafico) è un velario in seta colorata (fornita dall'azienda tessile Bernocchi) trattenuto da funi metalliche in modo da formare un'architettura ideata da Galmanini che si contrappone al piano delle rampe. Sul velario sono rappresentate le arti che costituiscono la base programmatica della T8, ovvero l'architettura, l'arte decorativa e l'arte industriale.

## Vincitori e premiati
Nel 1947 viene conferita all'architetto Gualtiero Galmanini la Medaglia d'oro all'architettura italiana.
La giuria internazionale di premiazione fu costituita dal pittore Felice Casorati, dall'architetto Piero Bottoni, Frantisek Hajek, G.E. Magna, dal pittore Massimo Campigli, dallo scultore Lucio Fontana, Evzen Linhart, Franz Martin, Marcello Nizzoli, Anita Pittoni, Ludovico Quaroni, Charles Schopfer, Prof. Sirio Tofanari, Gustav Emile Wittemans, il pittore Anselmo Bucci, Leonardo Sinisgalli. 
Supervisione della BIE (Bureau International des Expositions) M. Berbiger; Segretario reggente Ente Triennale Avv. Gian Giacomo Galligo.
Tra gli altri membri della giuria per l'Italia: Franco Albini, Luigi Caccia Dominioni, etc.

## Mostra dell'abitazione

### Industrializzazione nell'edilizia
Nel campo dell'edilizia domestica si era giunti a un punto di cambiamento tra tecnica artigianale e tecnica industriale.
La prima è fondata sulla costruzione "in cantiere" e "a umido": le materie prime "di mucchio" vengono portate in cantiere ancora grezze e vengono lì lavorate e gettate in opera con strumenti grossolani utilizzando una quantità abbondante d'acqua; dunque è necessario un lungo periodo successivo di asciugatura perché la casa sia abitabile.
Il coordinamento di elementi costruttivi e lavori viene sostituito da decisione prese volta per volta. Così viene a crearsi un disordine che dà luogo a diversi sprechi, aumentando il costo finale dell'abitazione.
Viceversa la tecnica industriale si basa su una regolamentazione dei rapporti tra gli elementi costruttivi(modulari) e da una produzione in serie.
Ciò consente di eliminare gli sprechi e diminuire le tempistiche e di conseguenza i costi si abbassano senza che venga compromessa la qualità dei prodotti.
La guerra ha spinto l'uomo a perfezionare le tecniche di costruzione nel campo dell'aeronautica e in quello dell'automobilismo e questo avanzamento ha evidenziato l'arretratezza dell'artigianato edilizio, fossilizzato su tecniche tradizionali. Questa arretratezza causava l'aumento del costo della casa, incrementando la crisi qualitativa e quantitativa delle abitazioni già presente prima della guerra.
Uno degli ostacoli per l'industrializzazione della casa era il fatto che molti temessero che questa potesse condurre a un'omologazione rigida nelle abitazioni. Tuttavia l'industrializzazione dell'edilizia segue le esigenze materiali e spirituali dell'uomo, dunque questo timore non ha ragione di essere. Essa deve basarsi sull'universalità dei bisogni umani nel caso in cui la particolarità è solo vizio convenzionale, ma deve guardare alla particolarità nel caso in cui questa sia in funzione di una libera vita fisica e spirituale.
In questa sezione della triennale viene proposta in pieno contatto con la vita e non come studio di laboratorio, perché non si tratta di una questione puramente economica e tecnica, ma si tratta di architettura.
L'allestimento è stato curato dagli architetti Paolo A. Chessa e Vico Magistretti e hanno diretto i lavori insieme all'architetto Ignazio Gardella, Eugenio Gentilini, e all'ingegnere Carlo Rusconi Clerici.

#### Unificazione, modulazione
Con la società delle macchine si è avviato, attraverso l'industria meccanica, un processo di unificazione, elemento positivo per la civiltà in quanto capace di facilitare i rapporti e attenuare le incomprensioni che si creano ancor più frequentemente in presenza di varietà.  L'allestimento, curato dall'architetto Luigi Mattioni e l'ingegnere Giuseppe Ciribini, si è preposto il compito di definire ed illustrare il concetto di unificazione e modulazione, processi intrapresi anche nel campo dell'edilizia. L'esposizione sembra essere studiata in modo da soddisfare due tipologie di visitatore: il visitatore fugace, che cerca di cogliere informazioni attraverso la parte più simbolica e rappresentativa dell'indagine, e il visitatore scrupoloso, la cui attenzione è volta a una documentazione più scientifica e rigorosa.
Nella sala sono esposte otto tavole, ognuna narrante l'importanza dell'unificazione e alcune sue tappe importanti. Nella prima l'unificazione è descritta come un bisogno dell'uomo di dare ordine alle cose trovando un qualcosa di universale che faciliti la coordinazione del lavoro all'interno della civiltà. La seconda ne mostra il valore attraverso esempi spontanei, quali il linguaggio (verbale e musicale), la scrittura e il sistema di numerazione. La terza cita la presenza di veri e propri enti finalizzati all'unificazione nazionale. La quarta descrive il processo di unificazione come una conseguenza di scrupolose indagini e statistiche, che permettono solo alle proposte approvate dal maggior numero di persone di essere divenire norme universali. La quinta afferma che tutte le serie unificate delle diverse specie di oggetti si basano su un criterio razionale e scrupoloso, tutt'altro che casuale. La sesta compara il criterio dei numeri normali utilizzato in meccanica con il reticolo normale o quadrettato teorico, usato in edilizia, la cui unità è definita modulo e sta avviando in alcuni paesi un processo di modulazione. La settima definisce il disegno come la prima e più significativa tappa di unificazione raggiunta in edilizia. L'ottava, infine, prosegue le tappe citando l'unificazione in ambito materico, strutturale, impiantistico e costruttivo, un passo che porta a una maggiore uniformità, ma che non per questo ostacola la creatività del progettista.

#### Casa a struttura muraria a misure unificate e modulate
Nel QT8 si è realizzato un esempio in scala 1:1 di costruzione modulata per una casa a struttura muraria.
I progettisti di tale modello sono gli architetti Luigi Fratino, Ignazio Gardella e Luigi Mattioni.
Essi hanno posto alla base della produzione edilizia l'unificazione modulare.
Gli spazi abitabili, dimensionati ed organizzati secondo la teoria dell'abitazione, creano il presupposto di una industria edilizia capace di una produzione che rispetti la dimensione fisica e spirituale dell'uomo.

#### Elemento di casa prefabbricata

Pianta e sezioni del Prefabbricato

L'Elemento di una casa prefabbricata è una delle sperimentazioni che la Triennale fa nel QT8 con sistemi di prefabbricazione. Il progetto è stato redatto da 9 architetti (Giuseppe Belloni, Luigi Caccia, Francesco Diomede, Eugenio Gentili, Augusto Magnaghi, Gabriele Mucchi, Ernesto Rogers, Mario Terzaghi, Mario Tevarotto) indispensabili per la costruzione di numerose case realizzate da differenti costruttori con sistemi costruttivi distinti.
Il progetto è stato fornito a diverse ditte prefabbricatrici, dopo una elaborazione da parte dei membri delle commissioni della T8.
Ciascuna ditta, seguita da uno dei progettisti, elabora il progetto originale adattandolo al proprio sistema di produzione. Durante il processo produttivo i tecnici e le commissioni della Triennale calcolano i tempi di costruzione e i risultati tecnici e economici.
Un buon sistema di prefabbricazione è dato dall'eliminazione delle grandi gettate in opera, dell'opera di montaggio e nel minor costo di costruzione in generale.
Nello spaccato di casa prefabbricata in questione si vuole mostrare un sistema di prefabbricazione fisicamente.
Le pareti sono costituite da pannelli, il solaio da elementi-trave.
Le case in costruzione al QT8 sono studiate nell'intenzione di contribuire al miglioramento degli schemi più aggiornati già adottati dall'istituto delle case popolari di Milano.
Gli appartamenti sono composti da una piccola anticamera, da un soggiorno caratterizzato da due esposizioni soleggiate, da una camera matrimoniale, da una cucina, da un bagno e da due camere a un letto fra le quali rimane uno spazio abbastanza grande per formare un piccolo guardaroba.
Nel corridoio sono installati due armadi a muro: uno per biancheria e vestiti e l'altro per scope e attrezzi della casa.
Una innovazione di questo prefabbricato è quella della installazione del blocco-servizi consistente in un pannello divisorio speciale posto fra la cucina e il bagno attrezzato in modo che tutte le tubazioni, canne fumarie, canali di scarico siano situati nello stesso punto della casa.
Per quanto riguarda l'arredamento di questo elemento dimostrativo, esso è studiato per fornire all'acquirente(in base alle possibilità finanziarie) mobili di uso pratico, accostabili e componibili.

### Arredamento
Tale esposizione si prefigge come scopo principale l'originalità dell'arredamento.
Quest'ultimo infatti non deve essere inteso come una semplice decorazione di interni o seguire un predeterminato gusto.
La mostra cerca di restituire al mobile un valore come pezzo indipendente dell'ambiente, dandogli una sua autentica fisionomia e quindi una libertà di composizione.
Il singolo pezzo viene quindi concepito come un'unità indipendente e ridotto alle sue pure forme essenziali.
Con questa premessa l'esposizione intende portare avanti lo studio di tutti i mobili che rispondono a necessità essenziali, individuate non secondo un criterio minimo, ma attraverso una più larga valutazione di esigenze fisiologiche e psicologiche.
La mostra, quindi, assume uno scopo di educare il pubblico a una giusta impostazione dei problemi della casa.
L'esposizione è stata suddivisa in due sezioni.
La prima contenente elementi singoli studiati sia nella forma che nelle dimensioni pratiche di utilizzo.
La seconda contenente invece, esempi di composizione secondo schemi ricavati da progetti di case del QT8

### Il verde nell'abitazione
In questo allestimento, curato dagli architetti Elena Berrone e Vittoriano Viganò, vengono presentati, attraverso una realizzazione verosimile, tre esempi di impiego della vegetazione. Il primo,  ambientato nella casa di campagna, esprime il desiderio di fusione totale tra natura e focolare familiare attraverso il soggiorno totalmente aperto. Il muschio entra a far parte dell'interno inserendosi ai piedi del camino, tra il pavimento e il mosaico in quarzite.
Il secondo esempio viene applicato a un terrazzo abitabile: il pavimento è di ciottoli segati, sul muretto di beole intervallate da piantine da roccia c'è una composizione di Max Huber e i due elementi sono uniti da petunie dal colore vivace.
L'ultimo esempio è quello dell'inserimento del verde in un appartamento urbano in cui sono presenti un pannello divisorio con elementi vegetali e una finestra a doppia serra che si affaccia su un balconcino in lamiera stampata anodizzata bianca con un portafiori carico di verbene viola.

### Mostra fotografica dell'architettura
Il tema della mostra è l'architettura in rapporto ai grandi problemi dell'abitazione delle grandi masse. L'obiettivo del lavoro e della raccolta fotografica non è puramente stilistico ma intende documentare il progresso nel campo dell'edilizia sociale. Hanno partecipato: Inghilterra, Stati Uniti, Italia, Svizzera, Svezia, Belgio, Cecoslovacchia, Brasile.

## Urbanistica
La T8 si occupa di un tema urbanistico particolare: la comunità residenziale. Le esigenze fisiologiche e psicologiche dell'individuo portano ad una razionale organizzazione del tessuto cittadino in nuclei ben definiti, aventi determinati compiti nell'insieme urbano, dotati degli edifici pubblici e dei servizi necessari, separati tra loro da zone di verde.
Nell'allestimento si entra percorrendo una passerella sospesa da tubi metallici; a sinistra si trova la mappa nella scala 1:10000 della città di Milano, composta in sedici telai con indicati alcuni elementi del nuovo piano regolatore, le nuove comunità residenziali e la posizione del QT8.
A destra, si trova un lungo telaio su cui sono posizionate le fotografie delle opere iniziate per la creazione del QT8 e fotografie di sistemazioni a verde nella città attuale, insufficienti o non utilizzabili per essere poste al centro delle piste di traffico.
Sul pavimento è riportata una porzione di mappa di Milano nella scala 1:250.
Accostato alla mappa vi è il modello del QT8 nella scala 1:250 (nelle due planimetrie viene raffrontato un quartiere residenziale esistente nella città, zona città degli studi, col diverso tipo di organizzazione urbanistica adottata per il QT8).
A destra della passerella in corrispondenza del plastico si trovano tavole tecniche illustranti il nuovo quartiere e precisamente: la rete viaria, i tipi delle case, la distribuzione dei servizi e degli edifici pubblici, lo spazio verde.
Su entrambe le parti del telaio a rete interposto tra le rampe di discesa della passerella, sono riportati esempi stranieri di comunità residenziali.
Su un telaio a muro sono riportati alcuni disegni tecnici esecutivi dei lavori del QT8.

### QT8

#### Il progetto
Il tema dell'abitare è stato concretizzato grazie alla costruzione e alla realizzazione di un nuovo Quartiere “sperimentale” QT8 (modello per 10.000 locali). Le maggiori difficoltà nascono già nella fase preparatoria. È chiaro per tanto che la realizzazione stessa del quartiere non era da intendersi come conclusa col finire dell'ottava triennale ma avrebbe dovuto proseguire negli anni a venire.

#### La fase sperimentale
In parallelo alla fase del progetto si svolge quella sperimentale: attraverso i rilievi del “centro di climatologia urbanistica del QT8” si raccolgono i dati sul clima sociale, e con la collaborazione del Consiglio Nazionale delle Ricerche, quelli sullo svolgimento delle costruzioni.

#### La Chiesa
Nel 1946 fu bandito un concorso per la costruzione della chiesa del quartiere QT8. Inizialmente il progetto doveva essere adattato a una zona diversa dove già erano collocate delle strutture parrocchiali ma, essendo la pianta libera, il progetto rimase valido anche per la nuova area scelta.
Secondo la tradizione liturgica essa è orientata con l'altare a est e il sagrato rivolto verso la piazza centrale del quartiere.
La pianta è circolare, costituita dalla sovrapposizione di due differenti cilindri che definiscono il portico, allo stesso piano del sagrato, e il matroneo al piano superiore, dove trovano posto l'organo e la cantoria.
Il presbiterio circolare è il fuoco al quale convergono i banchi e gli spazi liberi destinati ai fedeli.
Il matroneo è sorretto da un muro circolare a nido d'ape, in cotto;
Attorno alla struttura centrale vi sono situati il battistero e il campanile.
La copertura del tetto è costituita da un padiglione con più falde.
Al piano terreno vi sono le due sagrestie e il magazzino che comunica direttamente con la chiesa mentre la sala per le riunioni, la biblioteca e gli alloggi del parroco, hanno un accesso indipendente.
Al piano superiore due abitazioni parrocchiali si aprono su una veranda coperta che domina il sagrato, dalla quale mediante una scala si può accedere alla sala riunioni e alla biblioteca.
Il campo da gioco si trova invece su un piano ribassato rispetto al sagrato.
Architetti: Luigi Magistretti, Mario Tedeschi
|  |  |  |

#### Casa Ina-Casa multipiano orientata secondo l'asse eliotermico
Il QT8 ha accolto la realizzazione di alcuni edifici dal forte sviluppo longitudinale e altimetrico, un tipo di casa sino a quel momento poco adottato in Italia. La progettazione di INA-Casa multipiano viene affidata agli architetti Pietro Lingeri e Luigi Zuccoli. Essi collaborano ad un progetto che prevede un'abitazione che si sviluppa su 11 piani, disposta secondo l'asse eliotermico, con i fronti principali rivolti ad est e ad ovest. La costruzione è progettata per accogliere prevalentemente alloggi di piccola dimensione ed è dotata di un sistema di distribuzione a ballatoio con scale esterne, contenute in due corpi staccati ma tangenti alle logge di distribuzione. I due architetti, per evitare ai locali che si affacciano sul ballatoio la soggezione del passaggio, dispongono le logge a 50 cm sotto il piano di pavimento degli alloggi, ai quali si accede tramite tre gradini arretrati. L'edificio è costituito da 108 alloggi con due locali più servizi ciascuno adottando un unico piano tipo. Il piano terra invece, a differenza degli altri, è caratterizzato da due spazi a portico che consentono la visibilità del giardino dalle strade di tracciamento. Questo alleggerimento del piano con la perdita di 4 alloggi va ad incidere sul costo vano stabilito dall'Ina-casa, inducendo Lingeri e Zuccoli a recuperarli mediante una sopraelevazione arretrata rispetto al filo facciata. Al termine della costruzione, sono gli stessi Lingeri e Zuccoli ad occuparsi degli interni, esponendo la prima mostra di arredamenti economici popolari studiati appositamente per quegli ambienti.
(Chiara Baglione e Elisabetta Susani, Pietro Lingeri 1894-1968, Electa, Milano 2004, p. 328.)
|  |  |  |  |

#### Diorama del soleggiamento
Al piano terreno del Palazzo dell'Arte si apre un “atrium” a pianta quadrata nel quale è stata allestita una rappresentazione a “diorama” del QT8. Marcello Nizzoli ha dipinto una veduta del quartiere in un complesso di strutture che ricordano l'architettura di una loggia coperta. Si è così creata l'illusione di trovarsi veramente sul posto, anche grazie alla luminosità del fondale su cui è rappresentata la visione del quartiere in contrasto con il buio del punto di osservazione.  Fra il pubblico e lo scenario sono inseriti elementi fotografici e pittorici in sagomato che accrescono gli effetti di profondità della composizione.

### Sosta del libro
L'allestimento della Sosta del libro è stato curato dall'architetto Erberto Carboni, il quale è riuscito a creare un'atmosfera adatta al luogo attraverso una composizione particolare dell'arredo, costituito prevalentemente da vetrine e scaffali, e ad un gioco di volumi sospesi al soffitto. All'interno della sala è possibile trovare i più prestigiosi e rinomati libri di urbanistica e architettura moderna degli ultimi anni.

## Sezioni Estere

### Padiglione del Belgio
La sezione Belga è stata preparata da sezioni di studio alle dirette dipendenze dei commissari generali e con la collaborazione dell'istituto nazionale dell'alloggio e dell'abitazione (prof. Magnel, ing. Gombert, Wolff-Cammaerts e de Grave, prof. Micheal Brigode).
La sezione si divide in tre parti: la prima è costituita dalla sala d'onore in cui si documenta il doppio contributo dell'industria e dell'artigianato all'edilizia, e viene sintetizzata in quattro stands (ceramica, metallo, legno e vetro); la seconda è costituita da una ricostruzione di un alloggio tipo 1950/1960, destinato ad una famiglia di ceto medio; la terza è occupata dalla sezione grafica che presentano in alcuni pannelli l'economia dell'abitazione, l'evoluzione dei metodi di lavoro e la ricerca scientifica per l'edilizia.

### Padiglione della Svezia
La Svezia presenta un allestimento con la finalità di provvedere alloggi per la popolazione, in numero sempre maggiore nelle città, e si propone di elevare il livello medio degli alloggi tanto della città come della campagna. A cura dello Svenska Instituet, la sezione denominata "Il problema degli alloggi", espone mobili e oggetto dell'arredamento tipico in Svezia costruiti in serie, mostrando il livello medio della costruzione e dell'arredamento svedese.

### Padiglione della Svizzera
La Svizzera mostra in questa sezione a cura di Charles Schopfer di Genève alcuni esempi di mobili industrializzati, studiati e perfezionati, allo scopo di offrire alle classi meno abbienti delle soluzioni interessanti, tanto dal punto di vista economico quanto dal punto di vista delle qualità tecniche e artistiche. Nell'allestimento sono presenti dei mobili di origine svizzera tedesca, con rispettive illustrazioni fotografiche, e dei pezzi in ceramica, oreficeria e d'arte grafica di origine svizzera francese.

### Padiglione dell'Austria
L'Austria in questa triennale vuole mostrare come, nonostante il tentativo del nazionalsocialismo di eliminare le caratteristiche proprie del popolo austriaco, intenda far valere le sue qualità nel campo dell'artigianato artistico. L'architetto Franz Schuster progetta dei mobili da costruirsi in serie, studiati in modo da poter soddisfare, in un unico locale, tutte le esigenze dell'abitazione. Nella zona centrale sono esposti i mobili "tipo", mentre sulla parete di fondo delle fotografie d'interni riproducono alcuni arredamenti recenti.

### Padiglione della Cecoslovacchia
La Cecoslovacchia è costretta a compiere grandi sforzi per la ricostruzione di alcune delle città distrutte dalla seconda guerra mondiale. Come esempio viene illustrata la ricostruzione di Lidice attraverso documentazioni e fotografie. Inoltre nella galleria della sala cecoslovacca sono esposti diversi oggetti di arredamento e alcuni pezzi unici della produzione artistica industriale.